# Echinodium
Genre
Echinodium est un genre de mousses appartenant à la famille des Echinodiaceae.

## Liste d'espèces
Selon Catalogue of Life (1 août 2018) :
- Echinodium hispidum (sv) Reichardt, 1870
- Echinodium prolixum Brotherus, 1909
- Echinodium renauldii Brotherus, 1909
- Echinodium setigerum Juratzka, 1866
- Echinodium spinosum Juratzka, 1866
- Echinodium umbrosum Jaeger, 1878

Selon ITIS (1 août 2018) :
- Echinodium hispidum (sv)

Selon The Plant List (1 août 2018) :
- Echinodium hispidum (sv) (Hook. f. & Wilson) Reichardt
- Echinodium prolixum (Mitt.) Broth.
- Echinodium renauldii (Cardot) Broth.
- Echinodium setigerum (Mitt.) Jur.
- Echinodium spinosum (Mitt.) Jur.
- Echinodium umbrosum (Mitt.) A. Jaeger

Selon Tropicos (1 août 2018) (Attention liste brute contenant possiblement des synonymes) :
- Echinodium arboreum Broth.
- Echinodium falcatulum Broth. & Paris
- Echinodium glaucoviride (Mitt.) A. Jaeger
- Echinodium hispidum (sv) (Hook. f. & Wilson) Reichardt
- Echinodium madeirense Jur.
- Echinodium parvulum Broth. & Watts
- Echinodium prolixum (Mitt.) Broth.
- Echinodium renauldii (Cardot) Broth.
- Echinodium savicziae Abramova & I.I. Abramov
- Echinodium setigerum (Mitt.) Jur.
- Echinodium spinosum (Mitt.) Jur.
- Echinodium umbrosum (Mitt.) A. Jaeger